# 自己検閲
自己検閲（じこけんえつ、英語: self-censorship）とは、社会心理学の用語で、周囲の反応により、自分の意見の表明を控える事を指す。
また表現の自由に関して、書籍、映画、テレビ番組、楽曲、その他の表現や作品の作者自身が、政府や社会などの非難に晒される前に、論議を呼びそうな部分やある種の集団の感情を害しそうな部分を自分で削除してしまうことを指す。こうした自己検閲は、作者に無断で映画プロデューサー、映画会社、テレビ局、出版社、新聞社などが行う場合もある。自我審査（じがしんさ）ともいう。

## 概要
宗教や倫理上タブーとされる内容、自国の関わる戦争、領土問題、マイノリティ、有力者への批判など、微妙な問題についてはしばしば自己検閲が行われる。
中華人民共和国やシンガポールやロシア連邦など、文化産業が市場経済化されているが権威主義的な政府のある国では事実上強制性を持つ。
法治国家諸国では「リベラル」が自己検閲を推進する動きが目立つ。キャンセルカルチャー・ポリティカル・コレクトネスの観点から、「政治的に正しくない」とされる表現を自主規制したり、内容自体を削除させる、逆に政治的に正しいとされる表現を盛り込む、政治的に正しくないとされた存在をバッシングするなどである。これらは政府の命令ではなく、苦情の殺到や糾弾行動を恐れ関わりを持ちたくないために自主的に行うことが多い。

### 社会集団内における自己検閲
例えば、PTAの総会で、ある保護者はA先生を信頼しているが、他の保護者からA先生に対する解任案が提出されたとする。
挙手の結果、解任案に反対する保護者が、自分1人であった場合、その保護者は、普通は解任反対の手を下ろしてしまう。解任推進派である圧倒的多数から、仲間外れにされるのが怖いからだ。
ただ、この保護者が、非難にめげず、A先生支持を続けた場合、行動の一貫性という事になり、A先生を嫌う圧倒的多数に、亀裂を生じさせる可能性もある。解任推進派に亀裂が生じれば、A先生は解任を免れる事もある。（「十二人の怒れる男」）

### 日本人の自己検閲
第二次世界大戦終結後に連合国軍最高司令官総司令部（GHQ）が行った検閲によって日本の新聞社や出版社などは自主的に占領軍の検閲に触れるような内容の出版、用語の使用をしなくなった。江藤淳は、これを「日本人の自己検閲」と呼んだ。GHQは日本の公文書で「大東亜戦争」や「八紘一宇」などの用語を使用することを禁止（神道指令）し、公教育でも使用されなくなり現在に至っている。

## 脚註
1. ↑  表現規制問題からみる立憲民主党・日本共産党の敗北 - 一人ひとりが声をあげて平和を創る メールマガジン「オルタ広場」
2. ↑  左翼の矛盾――反対意見を封殺し「自由」を謳うダブルスタンダード【ナザレンコ・アンドリー／連載第9回】 - WiLL Online（ウィルオンライン）
3. ↑  『閉された言語空間』占領軍の検閲と戦後日本 文春文庫　文藝春秋 ISBN 4167366088